# Acetolaktat sintaza
Acetolaktat sintaza (EC 2.2.1.6, alfa-acetohidroksi kiselinska sintetaza, alfa-acetohidroksikiselinska sintaza, alfa-acetolaktatna sintaza, alfa-acetolaktatna sintetaza, acetohidroksi kiselinska sintetaza, acetohidroksikiselinska sintaza, acetolaktat piruvat-lijaza (karboksilacija), acetomlečna sintetaza) je enzim sa sistematskim imenom piruvat:piruvat acetaldehidtransferaza (dekarboksilacija). Ovaj enzim katalizuje sledeću hemijsku reakciju
2 piruvat {\displaystyle \rightleftharpoons } 2-acetolaktat + CO2
Za rad ovog enzima je neophodan tiamin difosfat. Prikazana reakcija je deo biosinteze valina. Ovaj enzim takođe može da vrši transfer acetaldehida sa piruvata na 2-oksobutanoata, čime se formira 2-etil-2-hidroksi-3-oksobutanoat, takođe poznat kao 2-aceto-2-hidroksibutanoat.

## Literatura
- Nicholas C. Price; Lewis Stevens (1999). Fundamentals of Enzymology: The Cell and Molecular Biology of Catalytic Proteins (Third изд.). USA: Oxford University Press. ISBN 019850229X.
- Eric J. Toone (2006). Advances in Enzymology and Related Areas of Molecular Biology, Protein Evolution (Volume 75 изд.). Wiley-Interscience. ISBN 0471205036.
- Branden C; Tooze J. Introduction to Protein Structure. New York, NY: Garland Publishing. ISBN 0-8153-2305-0.
- Irwin H. Segel. Enzyme Kinetics: Behavior and Analysis of Rapid Equilibrium and Steady-State Enzyme Systems (Book 44 изд.). Wiley Classics Library. ISBN 0471303097.

## Spoljašnje veze
- Acetolactate+synthase на 